# O bando de maltrapilhos
O bando de maltrapilhos (em alemão: Das Lumpengesindel) é um conto alemão engraçado compilado pelos Irmãos Grimm. É o conto número 10 (KHM 10). Conta as peripécias de um bando de animais e objetos que causam confusão numa hospedaria. Enquadra-se no Tipo 210 do Sistema Aarne-Thompson-Uther de classificação de contos folclóricos, sobre animais viajantes e o homem mau.

## História
Um galo e uma galinha sobem uma colina para comer nozes, ficando lá até o anoitecer. Para voltar, fazem uma carroça de cascas de nozes. A galinha se senta e quer que o galo puxe a carroça. Este se recusa, mas acabam atrelando um pato, que os acusou de roubarem suas nozes. Um alfinete e uma agulha se juntam ao grupo. A noite cai e eles oferecem a um estalajadeiro o ovo da galinha, e o pato, em troca de dormirem na estalagem. Mas pela manhã, comem o ovo da galinha, espetam a agulha na almofada da cadeira do estalajadeiro e o alfinete em sua toalha, e levam consigo o pato. O estalajadeiro é picado pela agulha e pelo alfinete, e a casca do ovo da galinha voa em seus olhos. Ele resolve "nunca mais aceitar maltrapilhos em sua estalagem, porque eles consomem muito, não pagam nada, e usam de artifícios desonestos durante a negociação a pretexto de gratidão".